# Edwin Phiri
Pour les articles homonymes, voir Phiri.
Edwin Phiri est un footballeur international zambien né le 17 septembre 1983, évoluant comme latéral droit.